# Gare de Commercy
Gare de Commercy vasútállomás Franciaországban, Commercy településen.

## Vasútvonalak
Az állomást az alábbi vasútvonalak érintik:
- Noisy-le-Sec-Strasbourg-Ville-vasútvonal

## Kapcsolódó állomások
A vasútállomáshoz az alábbi állomások vannak a legközelebb:
- Gare de Nançois - Tronville
- Gare de Pagny-sur-Meuse
- Gare de Toul
- Gare de Bar-le-Duc
- Gare de Lérouville